# نبرد المنصوره (۱۲۲۱)
نبرد المنصوره (انگلیسی: Battle of Mansurah) در ۲۱-۲۲ اوت ۱۲۲۱ در نزدیکی شهر منصوره مصر طی جنگ صلیبی پنجم به وقوع پیوست. نیروهای صلیبی به رهبری پلاجیو گالوانی و جان برین در آخرین نبرد کارزار صلیبی پنجم در مقابل نیروهای ایوبی قرار گرفتند و در انتها نیروهای ایوبی موفق شدند نیروهای صلیبی را شکست داده و آنها را مجبور به تسلیم‌شدن و ترک خاک مصر کنند.